# Burgstall Horben
Der Burgstall Horben bezeichnet eine abgegangene mittelalterliche Höhenburg auf einem schmalen Vorsprung des nördlichen Argenhochufers südlich von Horben, einem heutigen Ortsteil der Gemeinde Gestratz im Landkreis Lindau (Bodensee) in Bayern.

## Geschichte
Die Burg wurde im 12. Jahrhundert von den Herren von Horben als deren Stammsitz erbaut und 1180 erwähnt. Nach 1450 war die Burg verfallen. Die Familie von Horben war auf die deutlich größere Burg Ringenberg umgezogen und nannte sich ab 1451 von Horben zu Ringenberg. Diese wurden später in den Freiherrenstand erhoben.

## Beschreibung
Die Anlage stand auf einem nach drei Seiten steil abfallenden Bergsporn, welcher zusätzlich zu einem künstlich erhöhten Turmburgkegel aufgeschüttet worden war. Das Areal bot nur Platz für eine sehr kleine Kernburg, die lediglich aus einem einfachen Turm, einem Wohngebäude und einer Umfassungsmauer bestanden haben dürfte. Vom flachen Hintergelände war sie durch einen Halsgraben mit Wall abgetrennt. Nördlich von ihr befand sich die Vorburg, die ebenfalls durch Gräben geschützt wurde.
Die Anlage maß ungefähr 12 mal 18 Metern auf der Nord- und der Südseite und ebenso 12 mal 18 Meter an den beiden anderen Seiten.

## Heutiger Zustand
Das gesamte Mauerwerk wurde vollständig abgetragen, da die Burg von umliegenden Anwohnern über Jahrhunderte als Steinbruch genutzt wurde. Erhalten haben sich lediglich Reste des Halsgrabens und des künstlich aufgeschütteten Turmhügels.
Die Burgstelle ist als Bodendenkmal (D-7-8325-0027) gelistet.
Auf die ehemalige Burganlage wird heute durch einen Gedenkstein (D-7-76-112-26) von 1935 hingewiesen. Dieser trägt die Inschrift:

„Burg und Herrschaft Horben. Dienstmannen der Grafen von Montfort zu Bregenz. 1180 Walter von Horwun. Vor 1457 verzogen nach Ringenberg, später reichsfrei, ausgestorben 1832.“